# Jewgeni Iwanowitsch Lopatin

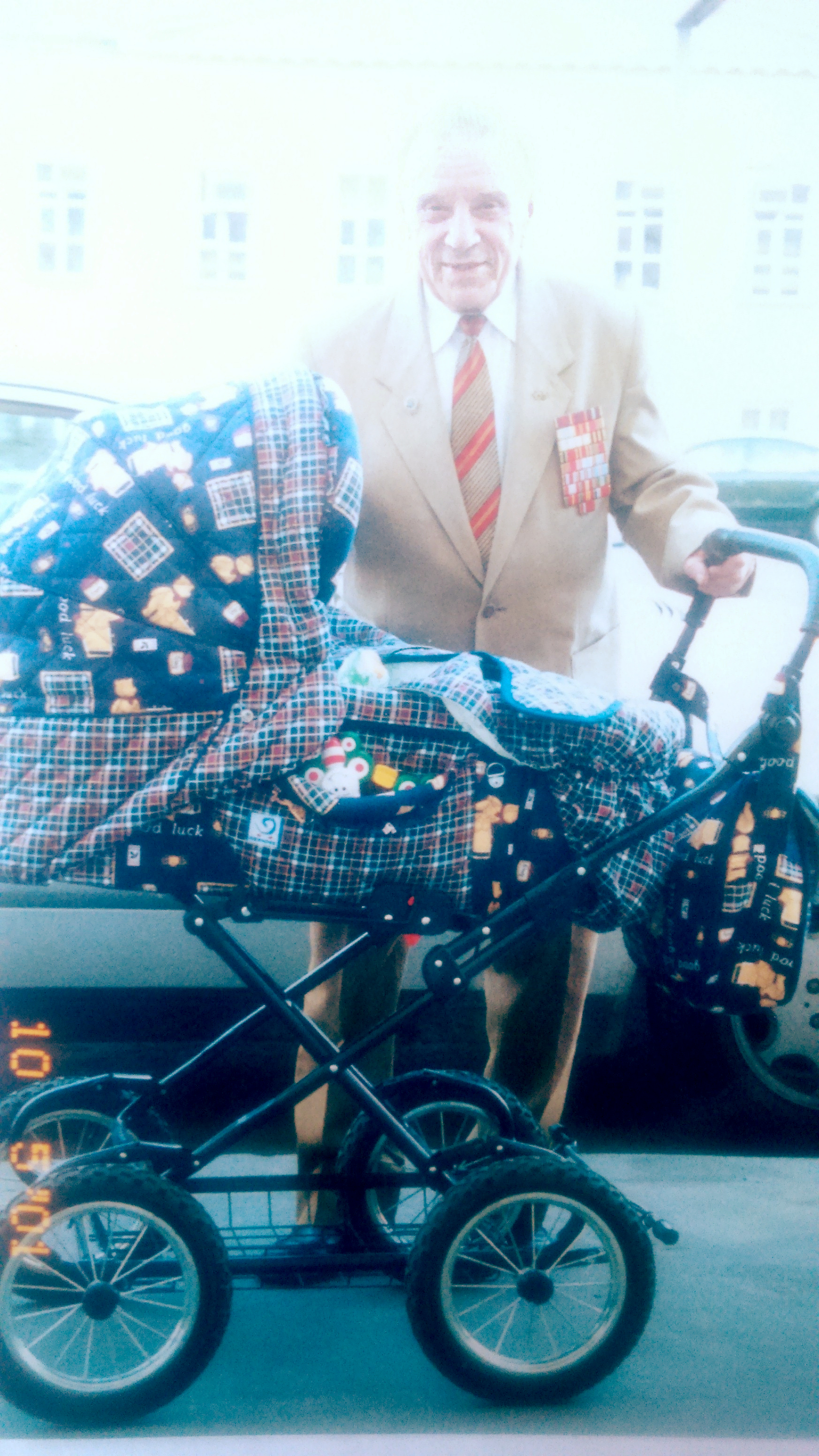
Jewgeni Lopatin (2001)

Jewgeni Iwanowitsch Lopatin (russisch Евгений Иванович Лопатин; * 26. Dezember 1917 in Balaschow; † 21. Juli 2011) war ein sowjetischer Gewichtheber.

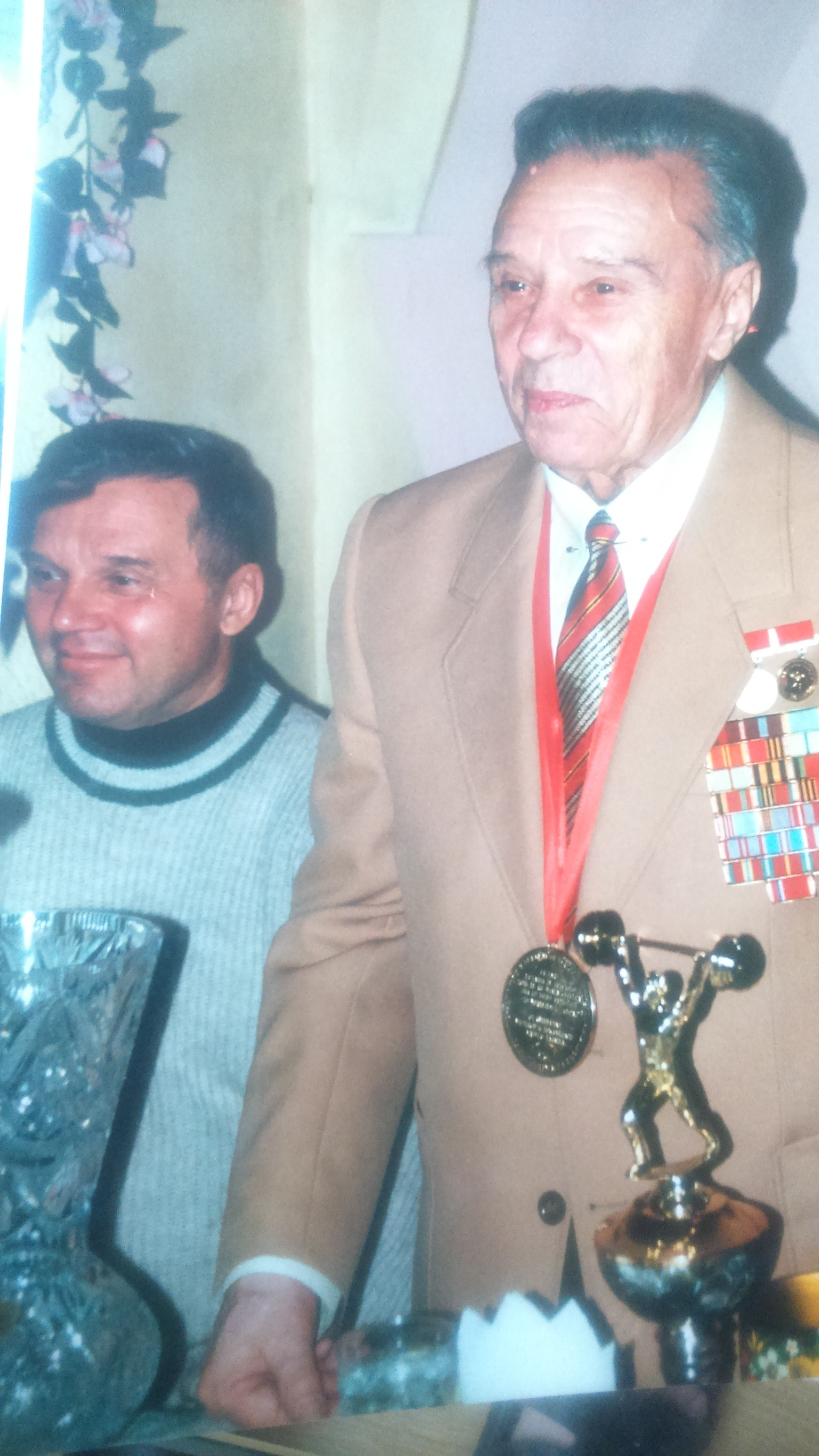
Jewgeni Lopatin mit seinem Sohn Sergej

Lopatin stammte aus Saratow und war Angehöriger der Sowjetarmee. Mit dem Gewichtheben begann er noch vor dem Zweiten Weltkrieg, wurde aber erst nach diesem Krieg mehrere Male sowjetischer Meister. Sein größter Erfolg war der Gewinn der Silbermedaille bei den Olympischen Spielen 1952 in Helsinki. Die Startmöglichkeiten sowjetischer Gewichtheber waren seinerzeit begrenzt, denn die Sowjetunion hatte sich nicht an den Olympischen Spielen 1948 und auch nicht an den Weltmeisterschaften 1947, 1949 und 1951 beteiligt. Gerade in jenen Jahren war Jewgeni Lopatin auf dem Höhepunkt seiner Leistungsfähigkeit. Im Jahr 1954 beendete er seine sportliche Laufbahn. Sein Sohn Sergei Lopatin stieg in seine Fußstapfen und wurde ebenfalls ein erfolgreicher Gewichtheber.

## Internationale Erfolge
(OS = Olympische Spiele, WM = Weltmeisterschaft, EM = Europameisterschaft, Fe = Federgewicht, Le = Leichtgewicht)
- 1947, 2. Platz, EM in Helsinki, Fe, mit 312,5 kg, hinter Arvid Andersson, Schweden, 320 kg und vor Kasyanik, UdSSR, 310 kg;
- 1950, 2. Platz, WM in Paris, Fe, mit 317,5 kg, hinter Mahmoud Fayad, Ägypten, 327,5 kg und vor Julian Creus, Großbritannien, 305 kg;
- 1952, Silbermedaille, OS in Helsinki, Le, mit 350 kg, hinter Thomas Kono, USA, 362,5 kg und vor Verne Barberis, Australien, 350 kg.

## UdSSR-Meisterschaften
- 1945, 1. Platz, Fe, mit 282,5 kg, hinter Georgi Popow, 315 kg;
- 1946, 2. Platz, Fe, mit 300 kg, hinter Moissei Kasjanik, 312,5 kg und vor Alexander Donskoi, 297,5 kg;
- 1947, 1. Platz, Fe, mit 312,5 kg, vor Kasjanik, 300 kg;
- 1948, 1. Platz, Fe, mit 322,5 kg, vor Kasjanik, 317,5 kg;
- 1949, 2. Platz, Fe, hinter Nikolai Saksonow;
- 1950, 1. Platz, Fe, mit 322,5 kg, vor Rafael Tschimischkjan, 320 kg und Kasjanik, 315 kg;
- 1951, 3. Platz, Fe, mit 322,5 kg, hinter Tschimischkian, 330 kg und Saksonow, 322,5 kg;
- 1952, 1. Platz, Le, mit 347,5 kg, vor Iwan Solomacha, 342,5 kg und Dmitri Iwanow, 340 kg.